# Metal·lòfon

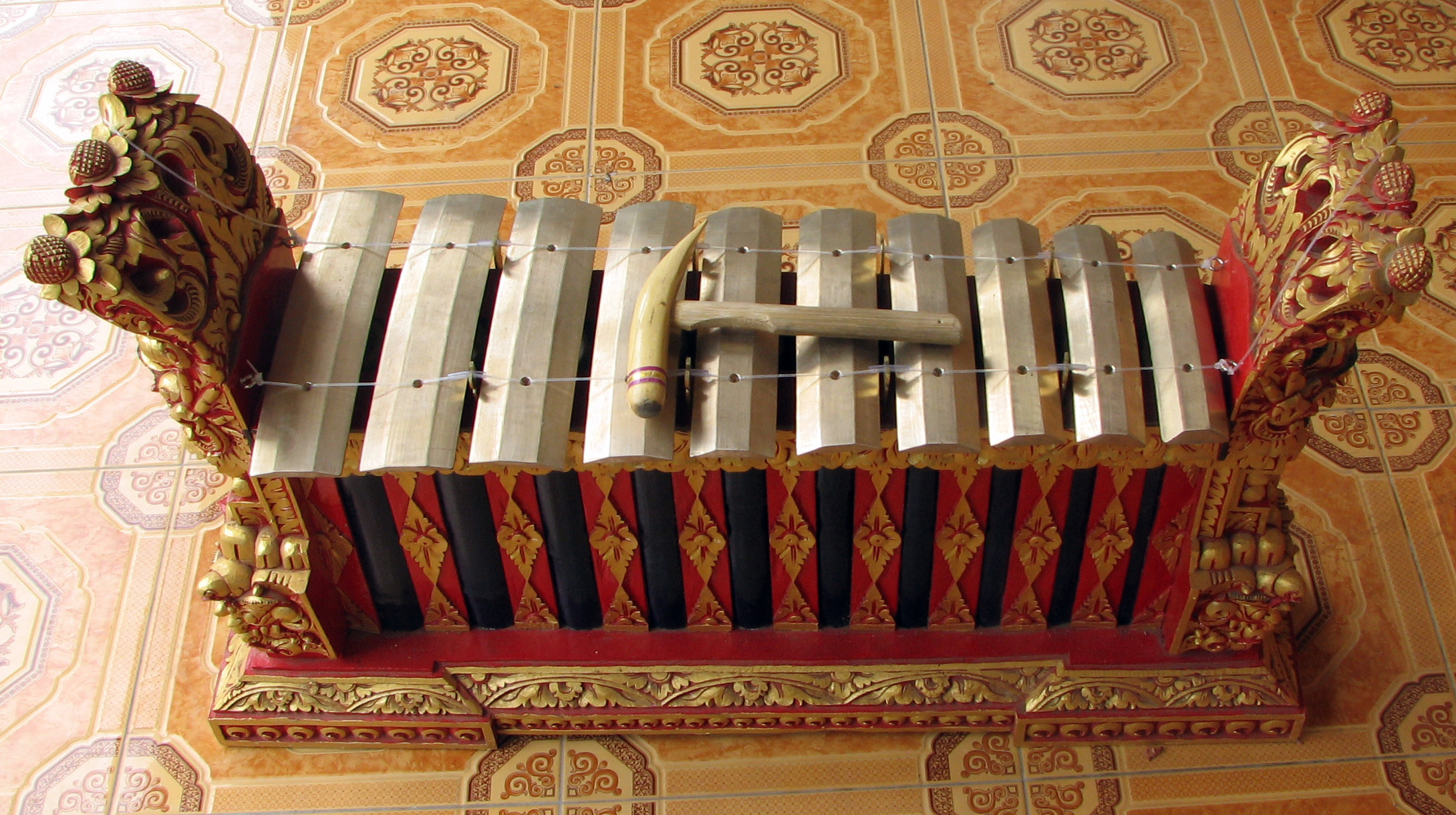
Metal·lòfon indonesi que forma part del gamelan

Un metal·lòfon és un instrument musical de percussió format per un teclat de metall i una baqueta. La disposició de les tecles és similar a la del xilòfon però aquest s'usa sobretot per a acompanyaments.
Dins de la família de la percussió pertany a les plaques perquè està construït amb unes plaques de metall que fan diferents notes.
La durada del so de les seves notes sol ser més llarga que la d'un xilòfon, ja que les plaques de metall vibren més que les de fusta.
Aquest instrument  sol utilitzar-se a les escoles i segons la seva grandària podem trobar 3 tipus de metal·lòfons: el soprano, l'alt i el baix. El soprano sona a una octava més alta que a l'alt.
Els metal·lòfons melòdics més antics procedeixen de Àsia.